# W.A.S.P. (együttes)
A W.A.S.P. amerikai heavy metal zenekar. A zenekar, 1982-ben jött létre, alapítója Blackie Lawless. A zenekarnak van kapcsolata a Mötley Crüe-vel, a Ratt-tal, és a Quiet Riot-tal A zenekart, a glam metal és a sokk-rock műfajokba sorolják, megjelenési, és színpadi előadásaik stílusa miatt.
A zenekar bemutatkozó albuma, 1984-ben jelent meg, és azóta a zenekar az egész világon nagy ismertségnek örvend. A zenekar a '80-as évek glam metal divatjának egyik legnagyobb jelensége volt. Legnépszerűbb számai a "Wild Child", "I Wanna Be Somebody", "Love Machine", "Sleeping (in the fire)", vagy a "Forever Free".

## Név
A csapat neve, a "WASP" szó, (angol nyelven a fürkészdarázs neve), maga a WASP szó a zenekar korai basszusgitárosának Rik Foxnak az ötlete volt. Mivel ezt a szót a zenekar mozaikszóként vette fel, később rengeteg találgatásnak adott alapot a misztikum, hogy minek is a rövidítése a W.A.S.P.. Egyes feltételezések szerint "We Are So Perfect (magyarul: "Mi nagyon tökéletesek vagyunk") mondat szavainak kezdőbetűiből összeállított mozaikszó. Egyesek szerint a "We Are So Powerful", "We Are Satanist People" mondatokból lett összeállítva, más vélemények szerint pedig a White Anglo-Saxon Protestant kifejezés rövidítése. A legvalószínűbb azonban, hogy a We Are Sexual Perverts rövidítése a W.A.S.P., hiszen az első lemez eredeti, amerikai kiadásán a lemezborítón ez a szöveg lett elrejtve.

## Történet
A zenekar 1982-ben alakult meg Los Angeles-ben. Az eredeti felállást Blackie Lawless, Rik Fox, Tony Richards és Randy Riper alkották. Ez a felállás azonban nem tartott sokáig, mivel Rik Fox kilépett a zenekarból, és az ő helyére Don Costa érkezett. Azonban Costa sem maradt sokáig a csapatban. Miután ő is távozott Lawless vette át a basszusgitárt is, az éneklés mellé. Ugyanakkor érkezett egy új tag, a gitáros Chris Holmes.
A WASP szerződést kötött a Capitol Records-szal, és 1984. augusztus 17-én megjelentették önmagukról elnevezett bemutatkozó albumukat. A zenekar bemutatkozó kislemeze az "Animal (Fuck Like A Beast)" azonban lemaradt az albumról. De ez nem lett gond, mert olyan átütő dalok, mint az "I Wanna Be Smoebody", és a "Love Machine" nagy sikert aratva segítettek eladni az albumot.
A második album The Last Command névvel lett kiadva 1985. november 9-én. Erről az albumról a "Blind In Texas" számít a legismertebb dalnak, míg a W.A.S.P. Leghírhedtebb dalai, közé tartozik még a "Wild Child". Az album a Billboard listán a #47. helyet érte el. Azonban a zenekarban is történt változás, mivel Tony Richards kilépett az előző albummal megtartott turné végeztével. Az ő helyére Steve Riely érkezett.
Nem sokkal később Randy Riper is elhagyta a zenekart. Riper ezután Alice Cooper zenekarához csatlakozott, azonban Kane Roberts visszatért a csapathoz, és így Riper néhány hét után kilépett. A WASP pedig új albumot jelentett meg 1986-ban Inside The Electric Circus címen. Riper távozása után Lawless lett a ritmusgitáros, és a basszusgitárt az új tag Johnny Rod kezelte. 1987-ben azonban Steve Riely dobos is kilépett, hogy csatlakozhasson az L.A. Guns-hoz.
A zenekar ötödik albuma a The Headless Children 1989-ben jelent meg. Erről az albumról főként a "Forever Free" lett nagy sláger. A zenekar új dobosa, az egykori Quiet Riot dobos Frankie Banali lett. Chris Holmes gitáros kilépett a zenekarból. Ezek után a zenekar már csak nem feloszlott, és Lawless szólókarrierben is gondolkodott, azonban 1992-ben kiadták a The Crimson Idol lemezt, amely a WASP legjobb munkái közé tartozik. Ismertebb dalnak számít a "The Idol", a "Hold on To My Heart" és a "Chainsaw Charlie (Murders in The New Morgoue)". A következő album Still Not Black Enough címen jelent meg 1995-ben. Mind zenei stílusban, és mind a dalok témáiban ugyanazon a vonalon mozgott, mint elődje.
Chris Holmes 1996-ban visszatért, és két albumot készített a WASP-pal. Kill Fuck Die (1997) és Helldorado (1999). Holmes azonban 2001-ben ismét kilépett, hogy egy közös projectet csináljon Randy Riper-rel, azonban a project hamar tönkrement. 2002-ben jelent meg a Dyind for The World.
2004-ben jelent meg a Neon God Part 1 – The Rise, majd még ugyanebben az évben követte ezt a Neon God Part 2 – The Demise. 2007-ben jelent meg a Dominator.
2009. augusztus 13-án került fel az internetre a hír, miszerint a Wasp 2009 őszén új albumot jelentet meg. Az album neve Babylon és október 12-én kerül a boltokba. Az album egy konceptalbum, amelynek témája az Apokalipszis lovasai körül forgó Bibliai látomások. Az albumon kettő feldolgozás is található. Az egy a "Promised Land", amely eredetileg Chuck Berry dala, a másik pedig a Deep Purple "Burn" szerzeménye, amelyet már a 2007-es Dominator felvételeinél rögzítettek.

## Tagok
- Blackie Lawless – ének, gitár (játszott basszusgitáron, ritmusgitáron, és szólógitáron a különböző albumokon) (1982–)
- Doug Blair – gitár, háttérének (1991; 2001; 2006–)
- Mike Duda – basszusgitár, háttérének (1997–)
- Mike Dupke – dob (2006–)

## Korábbi tagok
- Tony Richards – dob (1982–1984)
- Steve Riely – dob (1984–1987)
- Glenn Soderling – dob (1987)
- Frankie Banali – dob (1989–1990; 1992; 1995; 2001; 2004)
- Stet Howland – dob (1991–2005)
- Don Costa – basszusgitár (1982)
- Rik Fox – basszusgitár (1982)
- Johnny Rod – basszusgitár (1986–1989; 1992–1993)
- David Chirico – basszusgitár (1993)
- Randy Piper – gitár (1982–1986)
- Chris Holmes – gitár (1983–1990; 1996–2001)
- Darrel Roberts – gitár (2001–2006)

## Diszkográfia

### Stúdióalbumok
- W.A.S.P. (1984)
- The Last Command (1985)
- Inside The Electric Circus (1986)
- The Headless Children (1989)
- The Crimson Idol (1992)
- Still Not Black Enough (1995)
- Kill Fuck Die (1997)
- Helldorado (1999)
- Unholy Terror (2001)
- Dying for The World (2002)
- The Neon God: Part 1 – The Rise (2004)
- The Neon God: Part 2 – The Demise (2004)
- Dominator (2007)
- Babylon (2009)
- Golgotha (2015)

### Koncertalbumok
- Live... in the Raw (1987)
- Double Live Assassins (1998)
- The Sting: Live at the Key Club L.A. (2000)

### Válogatások
- First Blood Last Cuts (1994)
- The Best of the Best, 1984–2000 (2000)
- The Best of W.A.S.P. – The Millenium Collection (2002)
- The Best of the Best (2CD, 2007)

### Ritka felvételek
- Show no mercy (1984)
- Paint it black (a The Rolling Stones dal feldolgozása) (1984)
- Show no mercy (demo) (1984)
- L.O.V.E. machine (the rock mix) (1984)
- Savage (1985)
- Wild Child (the wild remix) (1985)
- Flesh & fire (1986)
- Mississippi Queen (a Mountain dal feldolgozása) (1986)
- D.B. Blues (1988)
- LAKE OF FOOLS (1989)
- LAKE OF FOOLS (LONG VERSION) (1989)
- War Cry (1989)
- Locomotive Breath (a Jethro Tull dal feldolgozása) (1989)
- For whom the bell tolls (1989)
- Phantoms in the mirror (1992)
- The eulogy (1992)
- Chainsaw Charlie (sawn off version) (1992)
- When the levee breaks (a Led Zeppelin dal feldolgozása) (1993)
- Tokyo's on fire (1995)
- Hold on to my heart (élő akusztikus verzió)
- Sleeping (In the fire) (élő akusztikus verzió)
- B.A.D. (demo) (1982)
- On your knees (demo)
- It's a long way to the top...(az AC/DC dal feldolgozása)
- Whole lotta Rosie (az AC/DC dal feldolgozása)

## Külső hivatkozások
- http://www.waspnation.com